# Эмран бен Бахар
Эмран бен Бахар (р. 9 августа 1961) — брунейский дипломат, является послом Брунея в России.
Бахар окончил Кильский государственный университет со степенью бакалавра международных отношений. В 1994 году продолжал исследования на степень магистра в области международных отношений, в Австралийском национальном университете; в котором получил докторскую степень в 1998 году.